# Budišin
Budišin (gornjelužiškosrbsko Budyšin, nemško Bautzen /do 1868 Budissin/, poljsko Budziszyn) je mesto na vzhodnem Saškem v Nemčiji. Budišin z 40.573 prebivalci (2010) velja kot neuradno glavno mesto Zgornjih Lužic in je kulturno središče (zgornjih) Lužiških Srbov, slovanske manjšine v Nemčiji, zato se tam nahaja tudi Lužiškosrbski muzej.
V obdobju Vzhodne Nemčijie je bil Budišin predvsem poznan in je zbujal strah zaradi svojega velikega zapora, v katerem so bili zaprti mnogi politični nasprotniki socialistične oblasti.